# Kurt Thomas (kompozytor)
Georg Hugo Kurt Thomas (ur. 25 maja 1904 w Tönning, zm. 31 marca 1973 w Bad Oeynhausen) – niemiecki kompozytor, dyrygent i pedagog.

## Życiorys
Uczył się w konserwatorium w Lipsku u Karla Straubego (organy), Roberta Teichmüllera (fortepian) i Hermanna Grabnera (kompozycja), następnie uczył się kompozycji u Arnolda Mendelssohna w Darmstadcie. W latach 1925–1934 wykładał kompozycję i teorię w konserwatorium w Lipsku, od 1928 do 1934 roku kierował także chórem lipskiego Instytutu Muzyki Kościelnej. W latach 1934–1939 wykładał w Hochschule für Musik w Berlinie, następnie od 1939 do 1945 roku był dyrektorem Gimnazjum Muzycznego we Frankfurcie nad Menem. W latach 1945–1956 pełnił funkcję kantora w kościele Trzech Króli we Frankfurcie nad Menem, jednocześnie od 1947 do 1955 roku wykładał w Nordwestdeutsche Musikakademie w Detmold.  Od 1955 do 1961 roku pełnił funkcję kantora kościoła św. Tomasza w Lipsku. Od 1969 roku wykładał w Akademii Muzycznej w Lubece, dyrygował także Bachverein w Kolonii.
Opublikował pracę Lehrbuch der Chorleitung (3 tomy, Lipsk 1935–1948). Zasłynął jako dyrygent chóralny, działał na rzecz odrodzenia protestanckiej muzyki religijnej. Skomponował m.in. Mszę a cappella (1925), kantatę Jerusalem, du hochgebaute Stadt (1929), Auferstehungs-Oratorium (1934), oratorium Saat und Ernte (1938), opracowania psalmów 137 i 150.